# Кос'яново (Псковська область)
Кос'яново (рос. Косьяново) — присілок в Новоржевському районі Псковської області Російської Федерації.
Населення становить 14 осіб. Входить до складу муніципального утворення Новоржевська волость.

## Історія
Від 2015 року входить до складу муніципального утворення Новоржевська волость.

## Населення
| 2001 | 2002 | 2010 |
| ---- | ---- | ---- |
| 19   | ↘12  | ↗14  |